# Chiesa di San Zenone (Brione)
La chiesa di San Zenone è la parrocchiale di Brione, in provincia e diocesi di Brescia; fa parte della zona pastorale della Bassa Val Trompia.

## Storia
È incerto se in origine Brione dipendesse dalla pieve di Santa Maria di Gussago o da quella di Sant'Andrea di Iseo, ma pare assodato che divenne indipendente già nel Duecento con l'erezione a parrocchia.
L'originaria chiesa di San Zenone, sorta in epoca bassomedievale, risultava talmente povera che nel XVI secolo ottenne più volte dal vescovo di Brescia Domenico Bollani la dispensa dal pagamento di tributi e tasse.
L'edificio fu interessato da un rifacimento nel Seicento e nel 1648 era già documentata l'esistenza dei due altari del Santissimo Rosario e del Santissimo Sacramento; nel Settecento perdurava la condizione di indigenza della parrocchia, ma nel secolo successivo si poté eseguire un importante restauro della chiesa.
Nel 1915 iniziarono i lavori di costruzione della nuova parrocchiale, caratterizzata dall'unione di stilemi neogotici e neorinascimentali; la struttura, disegnata dall'ingegner Trombetta, venne portata a compimento e consacrata l'anno successivo.
Nella seconda metà degli anni sessanta si procedette all'esecuzione dell'adeguamento liturgico secondo le usanze postconciliari mediante l'aggiunta dell'altare rivolto verso l'assemblea.

## Descrizione

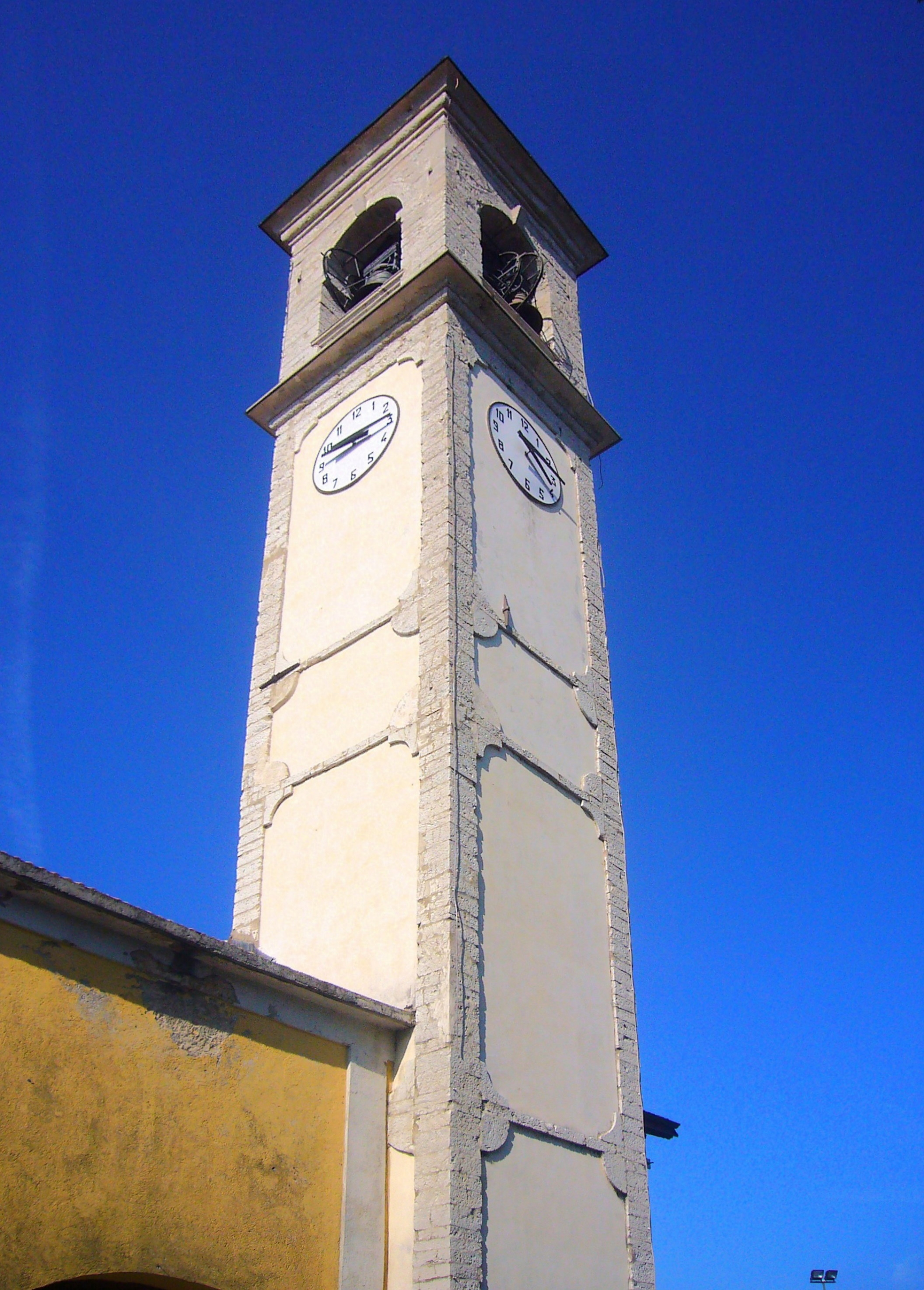
Il campanile

### Esterno
La simmetrica facciata a capanna della chiesa, rivolta a nordovest, è scandita ai lati da due paraste di materiale lapideo e presenta centralmente il portale d'ingresso architravato e una quadrifora inscritta in una lunetta.
Annesso alla parrocchiale si erge su un basamento a scarpa il campanile a base quadrata, la cui cella presenta su ogni lato una monofora ed è coperta dal tetto a quattro falde.

### Interno
L'interno dell'edificio si compone di un'unica navata, sulla quale si affacciano le cappelle laterali, introdotte da archi a tutto sesto, e le cui pareti, abbellite fino a metà altezza da fasce bicrome, sono scandite da paraste sopra le quali corre la cornice aggettante su cui si elevano degli archi sorrgenti il tetto a due falde; al termine dell'aula si sviluppa il presbiterio, rialzato di alcuni gradini, coperto dalla volta a crociera e chiuso dall'abside di forma semicircolare.
Qui sono conservate diverse opere di pregio, tra le quali la pala con soggetto la Madonna del Rosario con Santi, attribuita a Grazio Cossali, e l'altare laterale del Sacro Cuore, impreziosito da stucchi del Seicento.